# Hoflack
Hoflack war ein belgischer Hersteller von Automobilen.

## Unternehmensgeschichte
François Hoflack leitete das Unternehmen. Es hatte seinen Sitz an der Rue Corton in Ypern. Ab 1900 importierte es Motorräder von Lamaudière aus Frankreich. 1901 begann die Produktion von Automobilen. Im selben Jahr endete die Produktion.

## Fahrzeuge
Das Unternehmen stellte Kleinwagen her. Für den Antrieb sorgten wassergekühlte Einbaumotoren von Aster. Die Fahrzeuge hatten Zweiganggetriebe. Der Verkaufspreis betrug 2250 Belgische Franken.